# Systeem van Bretton Woods

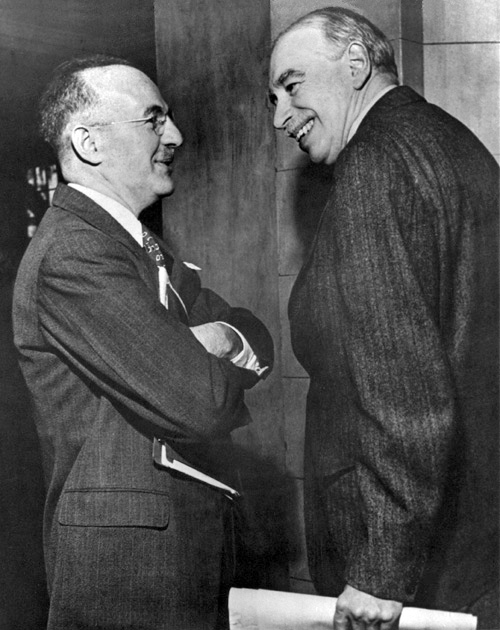
Harry Dexter White (links) en John Maynard Keynes in 1946. Zij waren namens respectievelijk de Verenigde Staten en het Verenigd Koninkrijk de twee belangrijkste onderhandelaars tijdens de conferentie van Bretton Woods.

Het systeem van Bretton Woods was een financieel-economisch akkoord dat in 1944 tussen 44 landen werd gesloten en dat in Bretton Woods in de Amerikaanse staat New Hampshire getekend werd.
Het systeem van Bretton Woods voorzag in de invoering van een stelsel van vaste wisselkoersen. Bijzonder was dat alleen de dollar tegen een vaste hoeveelheid goud kon worden ingewisseld bij de Amerikaanse Centrale Bank. Voor alle andere valuta werd wel een vaste wisselkoers met de dollar bepaald, maar deze waren niet direct inwisselbaar tegen goud. Indirect betekende het systeem van Bretton Woods de herinvoering van de goudstandaard.
Daarnaast voorzag het systeem in de oprichting van het IMF en de Wereldbank. Het IMF kreeg als rol om snel en doeltreffend in te grijpen bij een acute financiële crisis. De Wereldbank was vooral bedoeld om investeringen in onderontwikkelde landen te financieren.
Het systeem van Bretton Woods werd tussen 1971 en 1973 ontmanteld naar aanleiding van de oliecrisis van 1973, nadat de VS eenzijdig de inwisselbaarheid van dollars voor goud staakten. De VS en de dollar hebben echter tot op de dag van vandaag hun dominante positie in de wereldeconomie behouden.

## Totstandkoming
Een van de invloedrijkste deelnemers aan de Bretton-Woods-conferentie was de Britse delegatieleider John Maynard Keynes. Hij kreeg tijdens de laatste zitting een staande ovatie. Op 27 december 1945 tekenden veel landen als eerste de overeenkomst waaronder België en Nederland.

## Inhoud
Het systeem van Bretton-Woods bestond er onder andere uit dat de waarde van alle nationale valuta gekoppeld werd aan die van de dollar. De dollar werd op zijn beurt aan het goud gekoppeld tegen een vaste pariteit (35 dollar per troy ounce (ca. 31 gram)). 
Hiermee werd de dollar ook officieel de belangrijkste munt ter wereld. In de praktijk was de dollar dat al; de Amerikanen hadden als gevolg van de Tweede Wereldoorlog een sterke internationale positie en hadden bovendien circa driekwart van de wereldgoudvoorraad in handen. De dollar was de reservewaarde van de wereldeconomie geworden. Andere landen hadden een deel van hun autoriteit uit handen gegeven door hun nationale muntwaarde aan die van de dollar te koppelen.

## Verloop

### Hoogtijdagen (1944-1964)
Dit systeem heeft twintig jaar goed gewerkt en heeft aanzienlijk bijgedragen aan de snelle wederopbouw na de Tweede Wereldoorlog. Er was echter een probleem met dit systeem: de Amerikaanse overheid kon immers maar dollars bij blijven drukken. Het systeem was dus sterk gebaseerd op het vertrouwen van de wereld in de integriteit en discipline van het Amerikaans monetair beleid. Lange tijd vormde dit geen probleem, aangezien Amerika prima zaken deed.

### In verval (1965-1969)
Toen de Amerikaanse overheid vanwege de Vietnamoorlog en het Great Society-beleidsprogramma besloot vele dollars bij te drukken, ontstond er echter nervositeit en twijfel over de dollar als standaard. Ook ontstond er een enorme dollartoevoer richting Amerika door de vele naoorlogse leningen verstrekt door de VS. Zo ontstond er een groot tekort op de Amerikaanse betalingsbalans en kwam de stabiliteit van de dollar in gevaar, het Triffindilemma.

### Het naderende einde (1970-1973)
Daarom begonnen vele landen als West-Duitsland en Nederland in mei 1971 de vaste koers ten opzichte van de dollar ongedaan te maken. Regeringen begonnen hun dollarvoorraden om te zetten in goud en de eens zo grote goudvoorraad in de Verenigde Staten kromp sterk. Een van de grootste klappers kwam in 1971 toen het Verenigd Koninkrijk drie miljard dollar in goud omzette.
Dit kon het systeem niet meer aan en de Amerikanen zagen zich genoodzaakt de goudstandaard los te laten, die de Nixon-schok genoemd wordt. In 1973 gingen de deelnemende landen over op een stelsel van zwevende wisselkoersen, die ten opzichte van elkaar dagelijks van waarde konden veranderen. Dat betekende het einde van het systeem van Bretton Woods.